# 3. Jagd-Division
La 3. Jagd-Division (3e division de chasse aérienne) a été l'une des principales divisions de la Luftwaffe allemande durant la Seconde Guerre mondiale.

## Création et différentes dénominations
Cette division a été formée le 1er mai 1942 à Metz. Le 15 septembre 1943, elle est renommée 4. Jagd-Division. La division est reformée aussitôt le 15 septembre 1943 à Deelen à partir de la 1. Jagd-Division. 

## Commandement

Drapeau du commandant d'une division aérienne.

| Début             | Fin               | Grade           | Nom                          |
| ----------------- | ----------------- | --------------- | ---------------------------- |
| 1er mai 1942      | 15 septembre 1943 | Generalleutnant | Werner Junck                 |
| 15 septembre 1943 | 1er octobre 1943  | Generalleutnant | Kurt-Bertram von Döring (en) |
| 1er octobre 1943  | 10 octobre 1943   | Oberst          | Kurt Hentschel par intérim   |
| 15 octobre 1943   | 9 novembre 1943   | Generalleutnant | Kurt-Bertram von Döring      |
| 11 novembre 1943  | 4 avril 1945      | Generalmajor    | Walter Grabmann              |

## Chef d'état-major
| Début           | Fin             | Grade     | Nom                        |
| --------------- | --------------- | --------- | -------------------------- |
| ?               | ?               | ?         | ?                          |
| Juin 1943       | Septembre 1943  | Major     | Erich Bode                 |
| 1944            | 26 juillet 1944 | Major     | Lau                        |
| Juillet 1944    | 20 octobre 1944 | Major     | Erich Bode                 |
| 20 octobre 1944 | 26 janvier 1945 | Major     | Karl-Heinz Sandmann        |
| 26 janvier 1945 | 1945            | Hauptmann | Hans-Curt Graf von Sponeck |

## Flakeinsatzführer
| Début             | Fin  | Grade  | Nom             |
| ----------------- | ---- | ------ | --------------- |
| ?                 | ?    | ?      | ?               |
| 19 septembre 1944 | 1945 | Oberst | Claus Wangemann |

## Quartier général
Le quartier général se déplace suivant l'avancement du front.
| Début             | Fin               | Ville                |
| ----------------- | ----------------- | -------------------- |
| Mai 1942          | Septembre 1943    | Metz                 |
| Septembre 1943    | 19 septembre 1944 | Deelen               |
| 19 septembre 1944 | 2 novembre 1944   | Duisbourg-Kaiserberg |
| 2 novembre 1944   | Avril 1945        | Weidenbrück          |

## Rattachement
| Mai 1942 - Septembre 1943     |  | XII. Fliegerkorps    |
| Septembre 1943 - Janvier 1945 |  | I. Jagdkorps         |
| Janvier 1945 - Avril 1945     |  | IX. (J) Fliegerkorps |

## Unités subordonnées
- Jagdfliegerführer 3 : Décembre 1943 - 1944
- Jagdabschnittsführer Mittelrhein : Septembre 1943 - 1944
- Luftnachrichten-Regiment 203
- Luftnachrichten-Regiment 213
- Luftnachrichten-Regiment 223
- Luftnachrichten-Regiment 233